# A計劃續集
《A計劃續集》（英語：Project A II）是一部於1987年上映的香港電影，由成龍擔任導演、編劇、武術指導兼領銜主演，張曼玉、關之琳和劉嘉玲領銜主演；為《A計劃系列》中的第二部。此電影是成龍的特技演出代表作之一。

## 劇情
開埠初期的香港之上環、中環、西環由有“鎮三環”之稱的郑幫辦（林威饰）管制，鎮三環暗中勾結西環惡霸歐心虎，西環治安一時烏煙瘴氣。经上级引荐，水警沙展馬如龍（成龍饰）奉命接管西環後，迅速將歐心虎拘捕入獄，招來“鎮三環”的怨恨。當時中國内地革命風雲翻湧，革命黨人來港宣傳，併計劃營救被捕同志。為將革命黨人一網打盡，清廷派遣密使聯絡鎮三環，馬如龍結識的白影紅、秋玲等革命黨人（關之琳、劉嘉玲等饰）随後也被捲入鬥爭漩渦。而与此同時，一群四肢發達，頭腦簡單的罗三炮餘黨正伺機向馬如龍報仇。

## 演員表
| 演員              | 配音      | 角色   | 備註                                                                                     |
| 成龍              | 鄧榮銾    | 馬如龍 | 西環警長                                                                                 |
| 林威              | 馮永和    | 鎮三環 | 警總幫辦                                                                                 |
| 呂良偉            | 楊捷康    | 萬天晴 | 革命黨成員                                                                               |
| 關之琳            | 曾慶珏    | 白影紅 | 革命黨成員                                                                               |
| 劉嘉玲            | 盧素娟    | 秋玲   | 革命黨成員                                                                               |
| 尹發              | 賈鳳梧    | 老尹   | 革命黨成員                                                                               |
| 張曼玉            | 龍寶鈿    | 綺珊   | 秋玲表妹，保安司司长女儿Regina同学，同情革命黨，与秋玲卖花筹款                           |
| 程守一            | 朱子聰    | 仁傑   | 原革命黨成員，後來背叛革命黨，投靠順親王                                                 |
| 何家勁            | 朱子聰    | 何志敬 | 陸警警員，編號200                                                                        |
| 火星              | 林保全    | 大口   | 原水警警員，隨馬如龍轉職陸警高級警員，編號212                                            |
| 太保              | 陳永信    | 太保   | 原水警警員，隨馬如龍轉職陸警高級警員，編號273                                            |
| 李健生            | 張炳強    | 未具名 | 原水警警員，隨馬如龍轉職陸警高級警員，編號207                                            |
| 關海山            | 金貴      | 蝦叔   | 水警指揮官                                                                               |
| 董驃              | 董驃      | 驃叔   | 署長                                                                                     |
| Bozidar Smiljanic | 盧雄      |        | 保安司司长                                                                               |
| 陳國權            | 賈鳳梧    | 鯨魚   | 羅三炮餘黨，矢志殺害馬如龍，後因生病而懊悔                                               |
| 黎強權            |           | 蟛蜞   | 羅三炮餘黨，和鲸魚矢志殺害馬如龍，後因馬如龍賒藥給鯨魚，在馬如龍和顺親王手下交手時出相助 |
| 黎強根            |           |        | 羅三炮餘黨，和鲸魚矢志殺害馬如龍，後因馬如龍賒藥給鯨魚，在馬如龍和顺親王手下交手時出相助 |
| 張華              |           |        | 羅三炮餘黨，和鲸魚矢志殺害馬如龍，後因馬如龍賒藥給鯨魚，在馬如龍和顺親王手下交手時出相助 |
| 潘炳忠            |           |        | 羅三炮餘黨，和鲸魚矢志殺害馬如龍，後因馬如龍賒藥給鯨魚，在馬如龍和顺親王手下交手時出相助 |
| 簡慧真            |           | Regina | 保安司司长女兒                                                                           |
| 陳惠敏            | 楊捷康    | 歐心虎 | 西環惡霸                                                                                 |
| 王龍威            | 盧雄      |        | 歐心虎手下                                                                               |
| 韓義生            | 馮永和    |        | 歐心虎手下                                                                               |
| 陳狄克            | 金貴      |        | 歐心虎手下                                                                               |
| 樊梅生            |           |        | 歐心虎手下                                                                               |
| 盧惠光            |           | 未具名 | 鎮三環手下                                                                               |
| 林國斌            | 朱子聰    | 未具名 | 鎮三環手下                                                                               |
| 黃新              | 金貴/盧雄 | 秦沙展 | 西環警署警長，編號213                                                                    |
| 顏國樑            | 陳永信    |        | 西環警署警員，編號201                                                                    |
| 許冠英            | 朱子聰    |        | 西環警署警員，編號268                                                                    |
| 龍天生            | 楊捷康    |        | 西環警署警員，編號357                                                                    |
| 阮令濤            | 黃斌      |        | 西環警署警員，編號303                                                                    |
| 林文偉            | 盧雄      |        | 西環警署警員，編號267                                                                    |
| 劉兆銘            | 金 貴     |        | 順親王                                                                                   |
| 朱鐵和            | 賈鳳梧    |        | 順親王手下                                                                               |
| 李海生            | 盧雄      |        | 順親王手下                                                                               |
| 張午郎            | 盧傑群    |        | 順親王手下                                                                               |
| 黃曼凝            |           | 盈盈   | 蝦叔之女                                                                                 |
| 鍾鎮濤            | 楊捷康    | 客串   | 陸警警員，編號279                                                                        |
| 陳友              | 林保全    | 客串   | 陸警警員，編號365                                                                        |
| 胡楓              |           | 客串   | 陸警高層                                                                                 |
| 梁克信            |           | 客串   | 陸警高層                                                                                 |
| 呂方              |           | 客串   | 酒店送餐員                                                                               |
| 陳可辛            |           | 客串   | 記者                                                                                     |
| 黎小田            |           | 客串   | 樂隊指揮                                                                                 |
| 鄭君綿            |           | 客串   | 銀樓老闆                                                                                 |

## 電影歌曲
| 曲別   | 歌曲     | 作曲   | 作詞 | 演唱者 |
| ------ | -------- | ------ | ---- | ------ |
| 主題曲 | 《突破》 | 黎小田 | 黃霑 | 成龍   |

## 獎項
| 頒獎典禮            | 獎項         | 名單      | 結果 |
| ------------------- | ------------ | --------- | ---- |
| 第7屆香港電影金像獎 | 最佳剪接     | 張耀宗    | 提名 |
| 第7屆香港電影金像獎 | 最佳動作指導 | 成家班    | 獲獎 |
| 第24屆金馬獎        | 最佳劇情片   | A計劃續集 | 提名 |
| 第24屆金馬獎        | 最佳導演     | 成龍      | 提名 |
| 第24屆金馬獎        | 最佳剪輯     | 張耀宗    | 提名 |

## 外部連結
- 香港影庫上《A計劃續集》的資料（繁體中文）
- 開眼電影網上《A計劃續集》的資料（繁體中文）
- 豆瓣电影上《A計劃續集》的資料 （简体中文）
- 时光网上《A計劃續集》的資料（简体中文）
- AllMovie上《A計劃續集》的资料（英文）
- 爛番茄上《A計劃續集》的資料（英文）
- 互联网电影数据库（IMDb）上《A計劃續集》的资料（英文）